# راحل فری
راحل فری (زاده ۲۳ فوریه ۱۹۸۶ در نیدربیپ، سوئیس) راننده سوئیسی کارخانه آئودی است.  راحل فری در مسابقاتی مانند یوروکاپ فرمول رنو ۲.۰، فرمول مستر بین المللی و مسابقات قهرمانی فرمول سه آلمان شرکت کرده است.

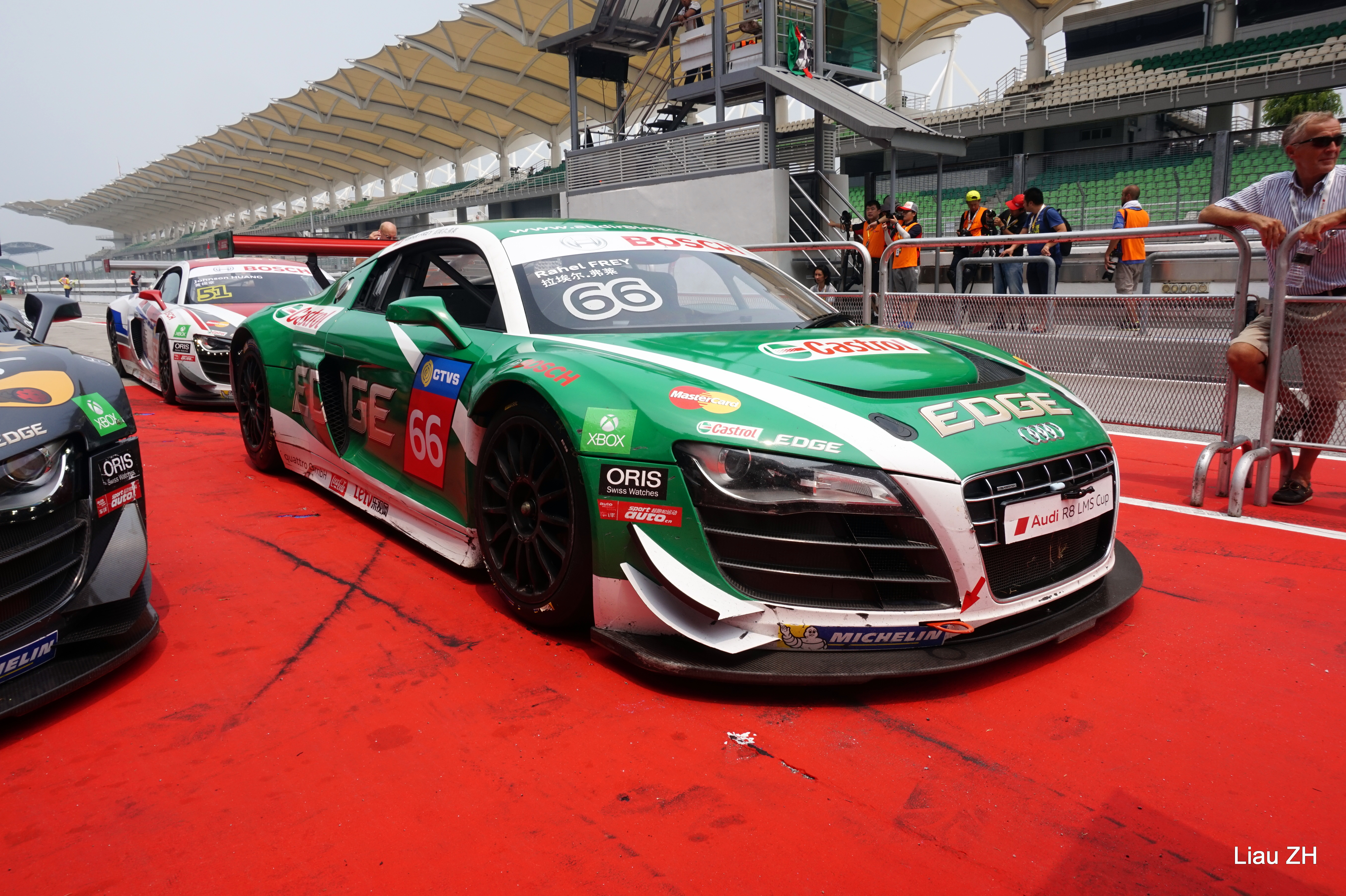
راحل فری، آئودی آر ۸، ۲۰۱۵ در مسابقات لمانز کاپ